# Castell de Castellgermà
El Castell de Castellgermà és un castell situat en el lloc on hi hagué el poble de Castellgermà, del terme de Sarroca de Bellera, al Pallars Jussà.
Està situat dalt d'un turó, al costat del collet on es troba l'ermita de la Mare de Déu de Castellgermà. Des del cim del turó es veu perfectament tota la vall de les Esglésies. Per arribar-hi cal seguir el primer tros de la carretera que mena a les Esglésies, i entrar en la urbanització que hom feu en aquest indret inicialment per als obrers de la fàbrica que hi hagué en aquesta vall. Des de les cases més elevades de la urbanització surt un caminet, estret però fàcil de seguir, que puja a l'ermita i a les restes del castell.
El castell de Castellgermà està documentat des del segle xi. Hi tenien importants dominis els comtes de Pallars Sobirà. En consten donacions d'Artau I de Pallars Sobirà a Santa Maria de Gerri el 1082 (l'església de Santa Eulàlia de Castellgermà i els seus honors), i a Santa Maria d'Urgell (un mas), el 1106, i d'Arnau Roger I de Pallars Sobirà, Arnau de Castellgermà i el seu fill Arnau a Santa Maria de Gerri, dels molins i batans del terme del castell, el 1286. La senyoria del castell, que el 1381 consta amb 3 focs (uns 15 habitants), consta del segle xiv al xix, a l'extinció dels senyorius, en mans dels Erill.
Se'n conserva una part, però molt malmesa, a l'extrem de ponent hi ha la torre, de parets arrodonides, però que semblen transformar-se en rectes a la part de llevant i nord. De tota manera, com que la part nord del castell és tota ensorrada, fa de molt mal reconèixer, ara per ara. L'amplada de la torre és de 5,7 metres, i el gruix del mur, de 90 cm., cosa que indica que la torre no degué ser gaire alta. L'aparell és de pedres menudes, poc treballades, disposades en filades horitzontals regulars.
A llevant de la torre s'estenia el recinte del castell, de planta triangular, d'uns 10 metres de llargada i 14 d'amplada a l'extrem oposat a la torre. La mateixa roca que fa de basament delimitiva el recinte, del qual es conserven algunes restes de parets. La part meridional és la més ben conservada, i conserva restes dels murs, amb el mateix aparell constructiu que la torre, i un angle, el del sud-est.
Per les formes constructives, es pot assegurar que és un castell antic, dreçat en els entorns de l'any 1000, i presenta similituds amb el castell de Gilareny, del Pallars Sobirà i amb altres castells fronterers de la marca existent a l'alta edat mitjana.